# Tetsuya Kanno
Tetsuya Kanno (født 30. august 1989) er en japansk fodboldspiller.
Han har spillet for flere forskellige klubber i sin karriere, herunder Shonan Bellmare, Zweigen Kanazawa, SC Sagamihara og AC Nagano Parceiro.